# Aloe koenenii
Aloe koenenii är en grästrädsväxtart som beskrevs av John Jacob Lavranos och Kerstin Koch. Aloe koenenii ingår i släktet Aloe och familjen grästrädsväxter. Inga underarter finns listade i Catalogue of Life.